# 海利根克罗伊茨
海利根克罗伊茨是奥地利下奥地利州巴登县的一个市镇。总面积29.5平方公里，总人口1422人，人口密度48.2人/平方公里（2005年）。